# Colegiul Național „Samuil Vulcan” din Beiuș
Colegiul Național „Samuil Vulcan” din Beiuș este unul din primele licee cu predare în limba română din Transilvania, înființat la începutul secolului al XIX-lea de episcopul Samuil Vulcan (1758-1839).

## Istoric
Colegiul actual este descendentul direct al gimnaziului a cărui piatră de temelie a fost pusă de episcopul greco-catolic Samuil Vulcan, prin actul de la 6 octombrie 1828. 
Primul corp, cel de o parte și alta a porții din dreptul Bisericii Sfântul Dumitru din centrul Beiușului, a fost construit între 1826-1827 din fondurile proprii ale ctitorului. Între 1834-1835 corpul de clădire a fost prelungit și ambele părți supraetajate (imobilul construit de episcopul Vulcan ajungând la 19 de încăperi). La ctitoria vulcaniană s-au adăugat, de către episcopul Mihail Pavel, rând pe rând, între 1887-1888, corpul de o parte și alta a celei de-a doua porți, tot între 1887-1888 de-a lungul afluentului Crișul Negru, Valea Nimăieștilor, corpul internatului pavelian (prelungit ulterior între 1891-1892). Tot episcopul Pavel ridică la 1887 (ca sală provizorie de gimnastică peste care între 1914-1920 episcopul Demetriu Radu mai adaugă două nivele) ceea ce astăzi este demisolul internatului, iar între 1899-1900 sala de festivități și sport. Ultima componentă a liceului a fost construită de episcopul Valeriu Traian Frențiu între 1939-1941.
Inițial, Gimnaziul din Beiuș era un gimnaziu confesional cu patru clase, iar, la 5 februarie 1837, prin eforturile episcopului Samuil Vulcan, este completat la șase clase (Gymnasium maius). În urma evenimentelor revoluționare de la 1848-1849, învățământul din Imperiul Habsburgic este reorganizat, prin intermediul ordinului ministerial Entwurf der Organisation der Gymnasien und Realischulen in Osterreich (1849). Conform ordinului ministerial, nu erau admise decât două categorii de gimnazii, cu patru, respectiv cu opt clase. Episcopul Vasile Erdeli a suplimentat numărul de clase la opt în 1853 și, implicit, liceul a dobândit dreptul de maturitate, elevii acestuia putând să susțină examenul de bacalaureat. În perioada 1828–1851 limba de predare a continuat să fie limba latină, în pofida unor presiuni constante de impunere a limbii maghiare. În 1851 s-a introdus limba română ca limbă de predare, însă treptat politica germanizatoare dusă de către Curtea de la Viena a impus ca majoritatea obiectelor de învățământ să fie predate în limba germană, aceasta devenind obligatorie pentru toate obiectele în 1860. În urma compromisului dualist, tendința de impunere a limbii germane în instituțiile de învățământ din monarhie este substituită de impunerea limbii maghiare, iar, în 1875, Ministerul Învățământului de la Budapesta a impus predarea disciplinelor istorie și geografie în limba maghiară. În 1889, în urma unui incident cu un steag maghiar petrecut cu un an în urmă, în clasele superioare ale Gimnaziului a fost impusă limba maghiară pentru toate materiile, exceptând religia și limba română, situație care a persistat până la finele Primului Război Mondial.

## Elevi
- Coriolan Tămâian (1904-1990), rector al Academiei Teologice din Oradea, deținut politic
- Marius Sala, academician
- Mircea Flonta, academician
- Lazăr Dragoș, academician

## Colegiu național
Este prima unitate de învățământ din județul Bihor care a primit titlul de colegiu național (1 martie 1998).